# Athyrtis
Genre
Athyrtis est un genre d'insectes lépidoptères appartenant à la famille des Nymphalidae et à la sous-famille des Danainae qui ne comprend qu'une seule espèce Athyrtis mechanitis.

## Dénomination
Le genre Athyrtis a été nommé par Cajetan Freiherr von Felder et Rudolf Felder en 1862. 

## Espèce
Athyrtis mechanitis C. & R. Felder, 1862 ; il réside le long de la cote Pacifique de l'Amérique du Sud.